# Forte Pastiss
Il forte Pastiss era una casamatta posta a protezione ravvicinata del bastione San Lazzaro della Cittadella di Torino, uno dei tre bastioni rivolti verso la campagna.

## Storia
Costruita tra il 1572 e il 1574 per volere del duca Emanuele Filiberto di Savoia, avrebbe dovuto far parte di un più ampio progetto di opere di fortificazione che però non furono portate a termine.
Esso consisteva in una "casamatta di controscarpa", cioè una fortificazione posta all'esterno del fossato dalla quale si sarebbero potuti colpire alle spalle i nemici che si fossero calati nel fossato stesso. Inoltre il forte era dotato di un sistema di contromina che serviva a bloccare l'avanzamento delle "gallerie di mina" del nemico nel sottosuolo.
Il Pastiss fu parzialmente distrutto dalla costruzione di edifici eretti tra l'Ottocento ed il Novecento. Fu riscoperto nel 1958 dal colonnello Guido Amoretti e da Cesare Volante e tuttora sono in corso i lavori per permettere l'accesso al pubblico a questa opera attualmente al di sotto del piano stradale.